# Ferdinand Karl Schweikart

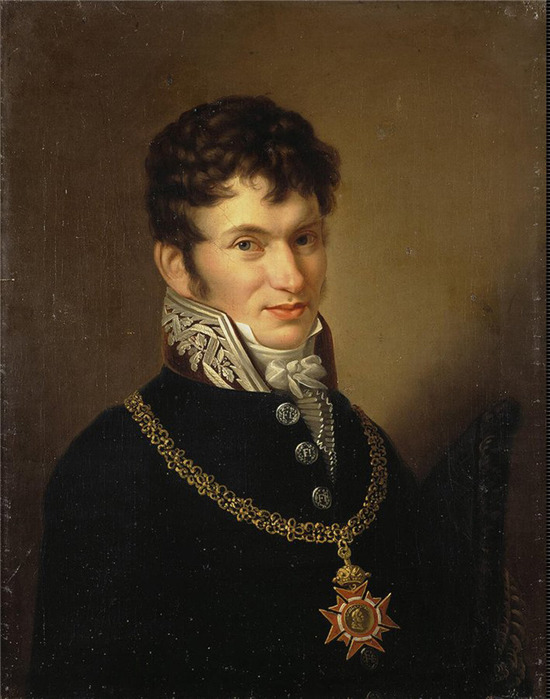
Ferdinand Karl Schweikart

Ferdinand Karl Schweikart (* 28. Februar 1780 in Erbach; † 17. August 1857 in Königsberg i. Pr.) war ein deutscher Jurist, Mathematiker und Hochschullehrer.

## Leben
Schweikart besuchte bis 1790 die Stadtschule seines Geburtsortes. Dann lernte er an den Gymnasien in Hanau und Bergheim im Waldeck’schen. Ab 1796 studierte er Rechtswissenschaft an der Philipps-Universität Marburg. 1798 wechselte er an die Universität Jena, wo er zum Dr. iur. promovierte.
Anschließend wurde er Gräflich Erbach’scher Advokat und 1807/08 Instruktor der jüngeren Prinzen von Hohenlohe-Ingelfingen mit dem Titel eines Hofrats. 1809 wurde er außerordentlicher Professor an der Universität Gießen. 1812 folgte er einem Ruf als ordentlicher Professor und kaiserlich russischer Hofrat an die Kaiserliche Universität Charkow. 1816 kehrte er als o. Professor in Marburg nach Deutschland zurück. 1819 leitete als Prorektor der Universität Marburg.
1821 wurde er als Ordinarius an die Albertus-Universität Königsberg berufen, erwarb dort auch die philosophische Doktorwürde und erhielt 1827 unter Beibehaltung seiner Professur die Stelle eines Rates im preußischen Justiz-Tribunal. Hier beteiligte er sich auch an den organisatorischen Aufgaben der Hochschule und war in den Sommersemestern 1831 und 1833 Rektor der Albertina. 
Er befasste sich mit Studien im Umfeld der nichteuklidischen Geometrie und korrespondierte 1818/19 über Christian Ludwig Gerling darüber mit Carl Friedrich Gauß. Insbesondere skizzierte er ein Modell einer nichteuklidischen Geometrie, das er Astralgeometrie nannte und in dem die Winkelsumme im Dreieck kleiner als 180 Grad ist. Schweikart sprach sich klar für die Existenz allgemeinerer Geometrien als der von Euklid aus, in der er nur einen Spezialfall sah. Sein Neffe Franz Taurinus wurde durch ihn ebenfalls zu Arbeiten auf diesem Gebiet angeregt. 
Die Beiträge von Schweikart wurden von Paul Stäckel und Friedrich Engel 1895 aufgedeckt (Die Theorie der Parallellinien von Euklid bis auf Gauß).

## Werke
- Die Theorie der Parallellinien nebst dem Vorschlage ihrer Verbannung aus der Geometrie, Christian Ernst Gabler, Jena und Leipzig 1807 (das Parallelenaxiom wird hier noch eher umformuliert als gänzlich aufgegeben)
- Übersicht des deutschen gemeinen Criminalprocesses, Marburg 1818
- Napoléon und die Churhessischen Capitalschuldner. Ein Erkenntniß über den Rechtsbestand der, in Napoléons Auftrage einem Churhessischen Capitalschuldner ertheilten Quittung, August Wilhelm Unzer, Königsberg 1833